# Herb powiatu ostrowskiego (mazowieckiego)
Herb powiatu ostrowskiego – jeden z symboli powiatu ostrowskiego.

## Wygląd i symbolika
Herb przedstawia na tarczy czwórdzielnej w krzyż, w polu pierwszym koloru czerwonego orzeł koloru srebrnego, w polu drugim zielonym ostrowa (ostrzew) złota, w polu trzecim zielonym jedenaście gwiazd złotych, w polu czwartym srebrnym smok skrzydlaty zielony. Herb odwołuje się do historii i tradycji tych ziem należących do powiatu. Orzeł biały (srebrny) nawiązuje do historycznego herbu Mazowsza. Ostrowa (ostrzew) złota w polu nawiązuje do godła stolicy powiatu Ostrowi Mazowieckiej. Gwiazdy złote w polu trzecim symbolizują 11 gmin wchodzących w jego skład. W polu czwartym smok skrzydlaty o dwóch łapach nawiązuje do historycznego herbu księstwa czersko - warszawskiego, na którego dawnych terenach znajdują się obecnie ziemie powiatu. Pole pierwsze i pole czwarte tarczy herbu wraz z elementami na nich widniejącymi, są wzorowane na pieczęci Bolesława IV - księcia mazowieckiego, który nadał prawa miejskie Ostrowi i Nurowi w 1434, a leżącym na terenie powiatu. Czteropolowy podział herbu wiąże się z czteropolowym herbem z orłem i smokiem na chorągwi księcia mazowieckiego.